# Oasi di Castel Volturno
L'Oasi di Castel Volturno, detta anche riserva naturale dei Variconi o riserva foce Volturno, è uno stagno salmastro, classificato come zona umida di importanza internazionale (convenzione di Ramsar).
È inoltre una Zona speciale di conservazione e una Zona di Protezione Speciale.

## Descrizione
L'Oasi sorge nel comune di Castel Volturno alla sinistra del fiume Volturno ed in prossimità della sua foce. Nelle vicinanze della località Scatozza.
Si tratta di uno stagno salmastro, habitat naturale di alcune specie di uccelli, zona umida di notevole valore naturalistico secondo il WWF. Proprio per questo motivo dalla metà degli anni ottanta è stata istituita la Riserva naturale foce del Volturno.
Negli anni novanta è entrata a far parte della Riserva naturale Foce Volturno - Costa di Licola che ha accorpato diversi territori e riserve con l'obiettivo di garantire in forma coordinata la conservazione e la valorizzazione del patrimonio naturale.

## Fauna
Tra gli uccelli presenti nell'oasi ricordiamo il beccamoschino, la capinera, il forapaglie castagnolo, il luì piccolo, l'occhiocotto, il pettirosso, il saltimpalo, lo stiaccino e l'usignolo di fiume.

## Flora
La vegetazione è formata prevalentemente da giunchi, salicornia, tamerici ed ampi canneti.